# Semen Braude

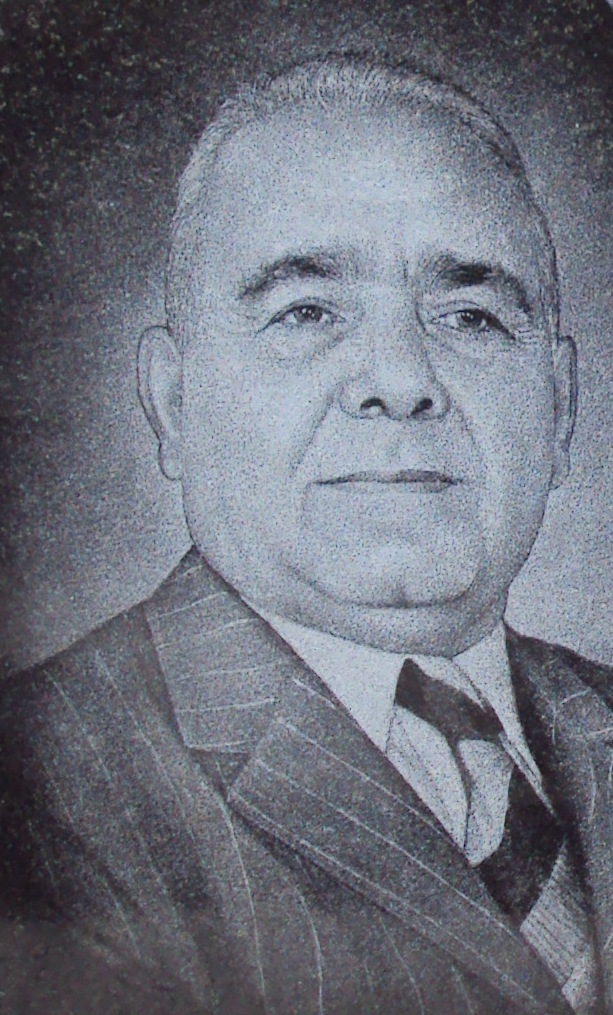
Semen Braude

Semen Jakowytsch Braude (ukrainisch Семен Якович Брауде; * 20. Januar 1911 in Poltawa; † 29. Juni 2003 in Charkiw) war ein ukrainischer Physiker und Radioastronom.
1969 wurde er Mitglied der Akademie der Wissenschaften der Ukrainischen SSR. 2006 wurde der Asteroid (18119) Braude nach ihm benannt. Die Internationale Astronomische Union (IAU) benannte 2009 den Mondkrater Braude nach ihm. Zudem trägt das Radioteleskop UTR-2 bei Charkiw seinen Namen.